# Léo Marjane
Léo Marjane (Boulogne-sur-Mer, 1912. augusztus 26. – Barbizon, 2016. december 18.) francia énekesnő. Népszerűsége az 1930-as, 1940-es években volt a csúcson.

## Pályafutása
Apja diplomata volt.
Húszévesen Párizsba költözött. A Seherezádéban (Rimszkij-Korszakov ?) debütált. Karrierje az 1930-as évek elején indult el Párizs kabaréiban. Meleg alt hangja és dikciójának tisztasága miatt figyeltek fel rá. 1936-ban szerződést kötött a Pathé Records kiadóval. Már korai felvételei is népszerűek voltak (Begin the Beguine, Night and Day).
Marjane karrierjének csúcspontja az 1940-es évek elején következett be. Ekkor Franciaország egyik legnagyobb női sztárja volt. 1941-ben rögzítették lemezre a Charles Trenet által írt „Seule ce soir” című számot, ami meg tudta ragadni a háború miatt elszakítottak  érzéseit, és a kor egyik legkedveltebb dala lett.
Marjane pályája Franciaország felszabadulása után megtört. Azzal vádolták, hogy sokszor megjelent a német tisztek által látogatott helyszíneken, és az akkori párizsi rádióban való fellépéseit is felrótták neki. A második világháború befejezése után a jogos negatív ítéletek arra késztették, hogy egy ideig Angliában és Belgiumban tartózkodjon. Franciaországba visszatérte után is a közvélemény ellene volt. Ebben az időszakban inkább turnézott az Egyesült Államokban, Kanadában és Dél-Amerikában, továbbá szerepeket vállalt (Les deux gamines (1951),  Elena et les hommes (1956; r.: Jean Renoir).

## Albumok
- Essentiel (2014)
- So Frenchy! (2013)
- 100 Ans – 100 Succès (2012)
- Best of Leo Marjane (2011)
- Léo Marjane: My Best Songs (2011)
- Classics: Leo Marjane (2011)
- All My Succes (2010)
- Léo Marjane: Grandes chansons (2010)

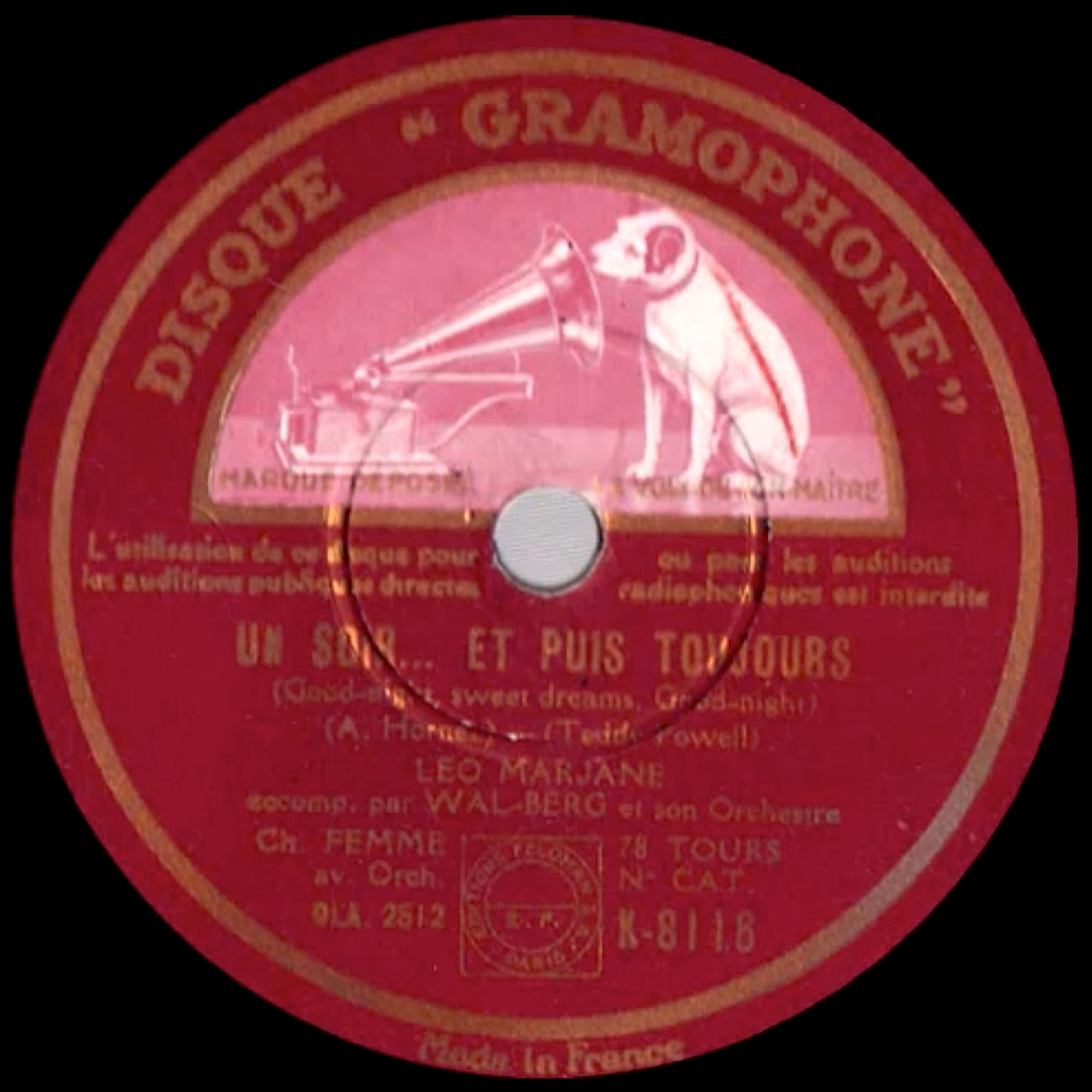

- The Very Best Of (2010)
- Soir Indigo (2010)

## Filmek
- 1943: Feu Nicolas
- 1951: Les deux gamines (The Two Girls; 1951, r.: Maurice de Canonge)
- 1956: Elena et les Hommes (fsz.: Ingrid Bergman, Jean Marais, Mel Ferrer; r.: Jean Renoir)
- 1957: Love in the Afternoon (1957, r.: Billy Wilder)